# Richard Langin
Richard Langin (29 ottobre 1963) è un attore pornografico francese.

## Biografia
Il suo debutto nel cinema a luci rosse è avvenuto alla fine degli anni 1980, e da allora ha preso parte a oltre 600 film.

## Riconoscimenti
- Hot d'or 1997 – Miglior attore in The Pyramid

## Filmografia
- Anita: Die Unersättliche (1989)
- Orgien junger Madchen (1989)
- Amori particolari transessuali (1990)
- Bizarre Begierde (1990)
- Dirty Woman 1: Season of the Bitch (1990)
- Dirty Woman 2: We Love You to Death (1990)
- Sarah Young Collection 2 (1990)
- Beach Party (1991)
- Born for Porn (1991)
- Cine Amateur (1991)
- Lady Vices (1991)
- Napoli-Parigi: linea rovente 1 (1991)
- Napoli-Parigi: linea rovente 2 (1991)
- Private Fantasies 1 (1991)
- Private Fantasies 4 (1991)
- Roma Connection (1991)
- Amiche del Cazzo (1992)
- Arabika (1992)
- Casa d'appuntamento... Puttana dalla testa ai piedi (1992)
- Colpo Grosso in Porno Street (1992)
- Euroflesh 3 - Whores On Fire (1992)
- Gierige Spalten (1992)
- Highest Enjoyment (1992)
- Inside Gabriella Dari (1992)
- Intimità Anale (1992)
- Liars (1992)
- La Lunga Gola di Baby (1992)
- Lussuria di Donna (1992)
- Memories of a Lifetime (1992)
- Notti Magiche (1992)
- Olympus of Lust (1992)
- Private Fantasies 8 (1992)
- Rocco's Cravings (1992)
- Rossana la ragazza dello scandalo (1992)
- Scala Reale (1992)
- Sodoma Piaceri Proibiti (1992)
- Sogni Bagnati d'Amore (1992)
- Vedo Nudo (1993)
- Visioni Orgasmiche (1992)
- Zia... Molto Disponibile (1992)
- 3 Settimane di Intenso Piacere (1993)
- After Eight (1993)
- Anal Clinic (1993)
- Anale Ballerinas (1993)
- Avventure erotiX di Cappuccetto Rosso (1993)
- Backdoor to Sweden (1993)
- Bestialmente ingorda (1993)
- Ejacula 1 (1993)
- Festrivial de Cannes 1 (1993)
- Giochi di sesso (1993)
- Italian Inferno (1993)
- Le tre porcelline (1993)
- Mega-filles sur megabyte (1993)
- Offertes a tout 2 (1993)
- Private Video Magazine 7 (1993)
- Rocco e le Top Model del cazzo (1993)
- Zia Due Nipotine... 30 cm di Cameriere (Maurizia) (1993)
- Adolescenza perversa (1994)
- Barone Von Masoch (1994)
- Belles à jouir 3 (1994)
- Casa (1994)
- Con mia moglie si fa tutto... (1994)
- Confesse Anale 8 (1994)
- Cronaca Nera 1: Scuole Superiori (1994)
- Cugine Viziose (1994)
- Diario Segreto di Simona (1994)
- Divina Commedia - Prima Parte (1994)
- Doppel-Loch: Gewagte Traume junger Madchen (1994)
- Dracula (1994)
- Festrivial de Cannes 2 (1994)
- Lady in Spain (1994)
- L'école de Laetitia 1 (1994)
- Marquis De Sade (1994)
- Omi ist die Scharfste (1994)
- Le Parfum de Mathilde (1994)
- Parties Culières à Las Vegas 3 (1994)
- Parties Culières à Las Vegas 4 (1994)
- Profession Enculeur 5 (1994)
- Rossana e la Banana Africana (1994)
- Secret Of Madam X 1 (1994)
- Secret Of Madam X 2 (1994)
- Seduzione (1994)
- Strane sensazioni bestiali - Animalità (1994)
- Stupri di guerra (1994)
- Tre Porcone sul Biliardo (1994)
- Voglia di maschi caldi (1994)
- Wall Street Shuffle (1994)
- Angel Wolf (1995)
- Ass Inferno (1995)
- Belles à jouir 6 (1995)
- Angelicamente vostre (1992)
- Decameron X (1995)
- Decameron X2 (1995)
- Dirty Wives (1995)
- e, kart bien les cuisses (1995)
- Ejacula 2 (1995)
- Eros e Tanatos (1995)
- Erotic pur Rebecca Lord (1995)
- Festrivial de Cannes 3 (1995)
- Gigolo 1 (1995)
- Gigolo 2 (1995)
- Il marito guardone - Sesso spiato (1995)
- Incesto (1995)
- Intimité violée par une femme 24 (1995)
- Intimité violée par une femme 25 (1995)
- Le best of des stars chez Nanou 2 (1995)
- Le best of des stars de Laetitia (1995)
- Offertes a tout 8 (1995)
- Private Stories 3 (1995)
- Private Video Magazine 23 (1995)
- Private Video Magazine 24 (1995)
- Racconti di natale (1995)
- Sequestro di persona 1 (1995)
- Sequestro di persona 2 (1995)
- Sex a porter (1995)
- Sexy Treasure Chase Show (1995)
- Skin 1 (1995)
- Skin 6: A Sixth Sense (1995)
- Skin: Maximum Perversion (1995)
- Sweet Dirty Business (1995)
- Tits Practice (1995)
- Tower 1 (1995)
- Tower 3 (1995)
- Triple X 1 (1995)
- Triple X 2 (1995)
- Triple X 3 (1995)
- Triple X 4 (1995)
- Triple X 5 (1995)
- Triple X 6 (1995)
- Triple X 7 (1995)
- Triple X 8 (1995)
- Usuraio (1995)
- Belles à jouir 9 (1996)
- Bites dures pour femmes mures 2 (1996)
- Cape Town 1 (1996)
- Cape Town 2 (1996)
- Dirty Tricks 2 (1996)
- Fantasmi al Castello (1996)
- Kruger Park (1996)
- Les infirmières de Laetitia 2 (1996)
- Les infirmières de Laetitia 3 (1996)
- Lotteria del Piacere (1996)
- Nebbia del Passato (1996)
- Penetration 1 (1996)
- Private Stories 11 (1996)
- Private Stories 13 (1996)
- Puttane (1996)
- Pyramid 1 (1996)
- Pyramid 3 (1996)
- Sex - Der Stoff aus dem Intrigen sind (1996)
- Skin Desire (1996)
- Sweet Baby 1 (1996)
- TopAgun (1996)
- Triple X 12 (1996)
- Triple X 13 (1996)
- Triple X 14 (1996)
- Triple X 18 (1996)
- Triple X 19 (1996)
- Triple X 20 (1996)
- Umiliazioni in famiglia (1996)
- Arsch-Grotten die reichen Omas von Paris (1997)
- Assman 1 (1997)
- Assman 2 (1997)
- Belles à jouir 11 (1997)
- Corruption (1997)
- Dead Man's Wish (1997)
- Euro Angels 1: We Are Not Virgins (1997)
- Euro Angels 2 (1997)
- Una famiglia per Pene (1997)
- Flying Nurses (1997)
- Fugitive 1 (1997)
- La contessa Gamiani (1997)
- Irresistible Silvie (1997)
- Jumbo Titten Orgie (1997)
- L'école de Laetitia 20 (1997)
- L'école de Laetitia 23 (1997)
- Les infirmières de Laetitia 5 (1997)
- Lucretia - Una stirpe maledetta (1997)
- Ms Movie Star 1 (1997)
- Ms Movie Star 2 (1997)
- Penetration 5 (1997)
- Penetration 6 (1997)
- Private Castings X 2 (1997)
- Private Castings X 4 (1997)
- Private Castings X 5 (1997)
- Private Stories 17 (1997)
- Private Stories 18 (1997)
- Private Stories 20 (1997)
- Private Stories 22 (1997)
- Private Stories 23 (1997)
- Private Stories 24 (1997)
- Private Stories 26 (1997)
- Private Triple X Files 1: Nicole and Margot (1997)
- Reporter (1997)
- Rocco's Private Fantasies 1 (1997)
- Rocco e le Storie Tese (1997)
- Rocco e le Storie Tese 2 (1997)
- Sweet Baby 2 (1997)
- Transworld (1997)
- Triple X 22 (1997)
- Triple X 24 (1997)
- Triple X 25 (1997)
- Triple X 26 (1997)
- Triple X 27 (1997)
- Triple X 28 (1997)
- Triple X 30 (1997)
- Versaute Verwandte (1997)
- When The Night Falls (1997)
- Anal Inspiration (1998)
- Assman 3 (1998)
- Bose Madchen 9 (1998)
- Buttman's Rolling Cheeks (1998)
- Calamity Jane (1998)
- Calamity Jane 2 (1998)
- Club der unersattlichen Fotzen (1998)
- Euro Angels 12: Probing Prague (1998)
- Fatal Orchid 1 (1998)
- Fatal Orchid 2 (1998)
- Faust im Loch (1998)
- Faust und Fuss zugleich (1998)
- Good Old Fellows (1998)
- Indecency 1 (1998)
- Indecency 2 (1998)
- Liebesschule der Babette (1998)
- Lust am Limit (1998)
- Meisterprüfung (1998)
- Outlaws 1 (1998)
- Private Castings X 10 (1998)
- Private Castings X 11 (1998)
- Private Castings X 12 (1998)
- Private Castings X 14 (1998)
- Private Castings X 6 (1998)
- Private Castings X 7 (1998)
- Private Castings X 8 (1998)
- Private Castings X 9 (1998)
- Private Triple X Files 2 (1998)
- Private Triple X Files 3: Adele (1998)
- Private Triple X Files 4: Janka (1998)
- Private Triple X Files 5: Silvie (1998)
- Private Triple X Files 7: Laura (1998)
- Rocco Never Dies 2 (1998)
- Rocco's True Anal Stories 1 (1998)
- Tangeri in Almeria (1998)
- That'$ Life 1 (1998)
- United Colors of Private (1998)
- Alles im Arsch (1999)
- Anale Traume (1999)
- Assman 8 (1999)
- B.B. nass und geil (1999)
- Babette's Saftbienen (1999)
- Colpi di Pennello (1999)
- Cronaca di un omicidio (1999)
- Das kleine Arschloch 1 (1999)
- Das kleine Arschloch 2 (1999)
- Das kleine Arschloch 3 (1999)
- Domestic Affairs (1999)
- Drei Engel fur Charlie (1999)
- Ero: Extrem Magazin 10 (1999)
- Euro Angels 16: Filling The Void (1999)
- Euro Angels 17: Behind In Their Work (1999)
- Euro Angels 18: Your Rear My Dear (1999)
- Euro Angels Hardball 4: Fuck Fetishes (1999)
- Euro Angels Hardball 5: Ass Gangsters (1999)
- Euro Angels Hardball 6: Anal Maniac (1999)
- Extreme: Schlammfotzen (1999)
- Ferkel 1 (1999)
- Ferkel 2 (1999)
- Ferkel 3 (1999)
- Festival (1999)
- Geil mit 40 2 (1999)
- Gina Wild - jetzt wird's schmutzig 1 (1999)
- Girl-Friends (1999)
- Junge Fotzen hart gedehnt (1999)
- Mogli Perverse (1999)
- Outlaws 2: The Final Assault (1999)
- Private Castings X 13 (1999)
- Private Castings X 15 (1999)
- Private Castings X 16 (1999)
- Private Castings X 18 (1999)
- Private Castings X 19 (1999)
- Private Castings X 20 (1999)
- Private XXX 4 (1999)
- Rocco's True Anal Stories 7 (1999)
- Sandwich Faust und heisse Pisse (1999)
- Schlampen mit der Faust gefickt (1999)
- Schwanzmelkerin (1999)
- Schwarzmarkt der Exzesse (1999)
- Sex Society (1999)
- Sex-Therapie (1999)
- Sosies font du X (1999)
- Sperma-Klinik (1999)
- Storie di Caserma 1 (1999)
- Storie di Caserma 2 (1999)
- Tutto in una notte (1999)
- Weltklasse Ärsche 1 (1999)
- Weltklasse Arsche 2 (1999)
- Weltklasse Ärsche 3 (1999)
- Affari di Famiglia (2000)
- Am Limit (2000)
- Assman 15 (2000)
- Cabaret Erotica (2000)
- Call Girl (2000)
- Debauchery 8 (2000)
- Der Pflaumenbaum: Schwestern, Arzte und Natursekt (2000)
- Diebin (2000)
- Dino's First Class 11: Sunny Boys (2000)
- Disco Queens (2000)
- Dolly And The Anal Whores (2000)
- Euro Angels 20: Anal Retentive (2000)
- Euro Angels 22: Awesome Asses (2000)
- Euro Angels 25: Budapest Booty Fest (2000)
- Euro Angels Hardball 10: Depraved Intent (2000)
- Euro Angels Hardball 8: Such A Slut (2000)
- Exclusive Models Relaxed (2000)
- Frauen Power (2000)
- Fuck Machine (2000)
- Geil mit 40 3 (2000)
- Geisel der Wollust (2000)
- Gina Wild - jetzt wird's schmutzig 5 (2000)
- Hard Ride Bordell (2000)
- Hemmungslose Miststucke (2000)
- Im Rausch des Orgasmus (2000)
- In der Hitze der Nacht (2000)
- Incesto (2000)
- Intimità proibite di due giovani casalinghe (2000)
- Kleine Luder (2000)
- Klinik fur Fotzendehnung (2000)
- Konige der Nacht (2000)
- Liebesgrusse aus Mallorca (2000)
- Model Session (2000)
- Polizia Ringrazia (2000)
- Private Castings X 21 (2000)
- Private Castings X 22 (2000)
- Private Castings X 23 (2000)
- Private Castings X 24 (2000)
- Private Castings X 26 (2000)
- Private XXX 11: High Level Sex (2000)
- Schaukel (2000)
- Starke Fotzen hart gefickt (2000)
- Stavros 2 (2000)
- Top Teens Gallery (2000)
- Vacanze di Capodanno 2000 (2000)
- Vénus Coiffure (2000)
- All Sex: Casino (2001)
- Anal Introductions (2001)
- Asian Joker (2001)
- Best of Private: Double Penetrations (2001)
- Joker 47: Familien-Bande (2001)
- Private Castings X 30 (2001)
- Private Castings X 31 (2001)
- Private Castings X 33 (2001)
- Private Life of Nikki Anderson (2001)
- Private Life of Silvia Saint (2001)
- Private XXX 13: Sexual Heat (2001)
- She's Not a Lady (2001)
- Stars (2001)
- Anmacherinnen 15: Enge Spalten (2002)
- Arsch auf ich will kommen (2002)
- Arschfick zum Dessert (2002)
- Cambrioleuse (2002)
- Folies d'Aurélie Catain (2002)
- Private Castings X 32 (2002)
- Private Castings X 34 (2002)
- Private Castings X 37 (2002)
- Private Castings X 39 (2002)
- Private Castings X 40 (2002)
- Private Life of Wanda Curtis (2002)
- Sex Machine (2002)
- Sex On The Riviera (2002)
- Tutto in una notte (2002)
- Ursula e le Collegiali (2002)
- Big Natural Tits 7 (2003)
- Christoph's Beautiful Girls 8 (2003)
- Christoph's Beautiful Girls 9 (2003)
- Donna dei sogni (2003)
- Double Anal Explosion (2003)
- French Connexxxion (2003)
- Gangbang Auditions 9 (2003)
- Harder Faster 1 (2003)
- Private Castings X 43 (2003)
- Private Castings X 44 (2003)
- Private Castings X 50 (2003)
- Salieri Erotic Stories 1 (2003)
- Salieri Erotic Stories 3 (2003)
- Sexe & Internet (2003)
- Tournante 1 (2003)
- Adventures of Pierre Woodman 1: Life of Porn (2004)
- Assman 26 (2004)
- Belles comme la Vie (2004)
- Big Natural Tits 12 (2004)
- Christoph's Beautiful Girls 15 (2004)
- Christoph's Beautiful Girls 16 (2004)
- Ebony Dreams (2004)
- Euro Angels Hardball 23: Double Anal Mania (2004)
- Euro Angels Hardball 24 (2004)
- Euro Domination 2 (2004)
- Euro Slit (2004)
- Sex Total (2004)
- Sexe tentation (2004)
- Tournante 2 (2004)
- Toxic Anal (2004)
- 1945 - Prede di guerra (2005)
- Adventures of Pierre Woodman 3: Coming of Age (2005)
- Demutigung (2005)
- Lap Dance (2005)
- Perverse Kardinal (2005)
- Private Movies 18: Girls Night Out (2005)
- Private Story Of Monica Sweetheart (2005)
- Deliveries In The Rear 1 (2006)
- Home Wreckers 2 (2006)
- Real Big Tits 29 (2006)
- Real Big Tits 30 (2006)
- Sperm Drippers 1 (2006)
- Apple Bottom Snow Bunnies 2 (2007)
- Czechs are Cumming (2007)
- Dressed to Fuck 3 (2007)
- Fuck Fighter (2007)
- Hot 50+ 26 (2007)
- Hot 60+ 10 (2007)
- Real Big Tits 31 (2007)
- Real Big Tits 34 (2007)
- Russian Angels (2007)
- Women of All Ages 5 (2007)
- Women of All Ages 6 (2007)
- Hot 50+ 28 (2008)
- Une Journee Avec Alyson (2008)
- Gangbang Junkies 4 (2009)
- Two Cocks in the Booty 5 (2009)
- Anal Deliveries (2010)
- Cheaters 2 (2010)
- Double Anal Pounding (2011)
- Oiled Up Anal (2011)
- Two Cocks In The Booty 6 (2012)